# Flash Video
Flash Video è un formato video usato per inviare video su Internet usando Adobe Flash Player (inizialmente prodotto da Macromedia).
Fino alla versione 9 aggiornamento 2 di Flash Player, Flash Video faceva riferimento a un formato file proprietario con estensione FLV.
La più recente versione supporta anche H.264 per il video e HE-AAC per l'audio. Il Flash Video può anche essere incapsulato in file SWF. Questo formato è utilizzato da siti come: YouTube, Google Video, Yahoo! Video, Reuters.com, metacafe e molti altri.
Flash Video è visibile sulla maggior parte dei sistemi operativi, attraverso l'ampia disponibilità di Adobe Flash Player e delle estensioni per i Browser o da programmi di terze parti come Mplayer, VLC media player, Flowplayer o con ogni lettore che usa filtri DirectShow (ALLPlayer, Media Player Classic, Windows Media Player, e Windows Media Center) quando l'ffdshow è installato.
Sebbene il formato contenitore sia aperto, i codec usati con esso sono sotto brevetto.

## Formati
A causa di restrizioni nel formato .flv Adobe ha creato nuovi formati file elencati qui sotto.
Il lettore flash non controlla l'estensione del file, ma piuttosto controlla all'interno del file per determinare che formato sia.
| Estensione | MIME type | Descrizione                           |
| ---------- | --------- | ------------------------------------- |
| .f4v       | video/mp4 | Video per Adobe Flash Player          |
| .f4p       | video/mp4 | Video protetto per Adobe Flash Player |
| .f4a       | audio/mp4 | Audio per Adobe Flash Player          |
| .f4b       | audio/mp4 | Audiolibro per Adobe Flash Player     |

Supporto ai seguenti codec:
- H.264
- VP6
- Sorenson H.263